# Tengandogo
Tengandogo är en ort i Burkina Faso.   Den ligger i provinsen Bazega Province och regionen Centre-Sud, i den centrala delen av landet, 40 km sydost om huvudstaden Ouagadougou. Tengandogo ligger 295 meter över havet och antalet invånare är 805.
Terrängen runt Tengandogo är platt. Närmaste större samhälle är Kombissiri, 3,1 km väster om Tengandogo.
Trakten runt Tengandogo består till största delen av jordbruksmark. Runt Tengandogo är det ganska tätbefolkat, med 104 invånare per kvadratkilometer.